# Rio Branco (kommun i Brasilien, Mato Grosso, lat -15,31, long -58,12)
Rio Branco är en kommun i Brasilien.   Den ligger i delstaten Mato Grosso, i den centrala delen av landet, 1 100 km väster om huvudstaden Brasília. Antalet invånare är 5 061.
Omgivningarna runt Rio Branco är huvudsakligen savann. Runt Rio Branco är det mycket glesbefolkat, med 2 invånare per kvadratkilometer.